# Mijloacele de transport din municipiul Brașov

#### Transporturi interne

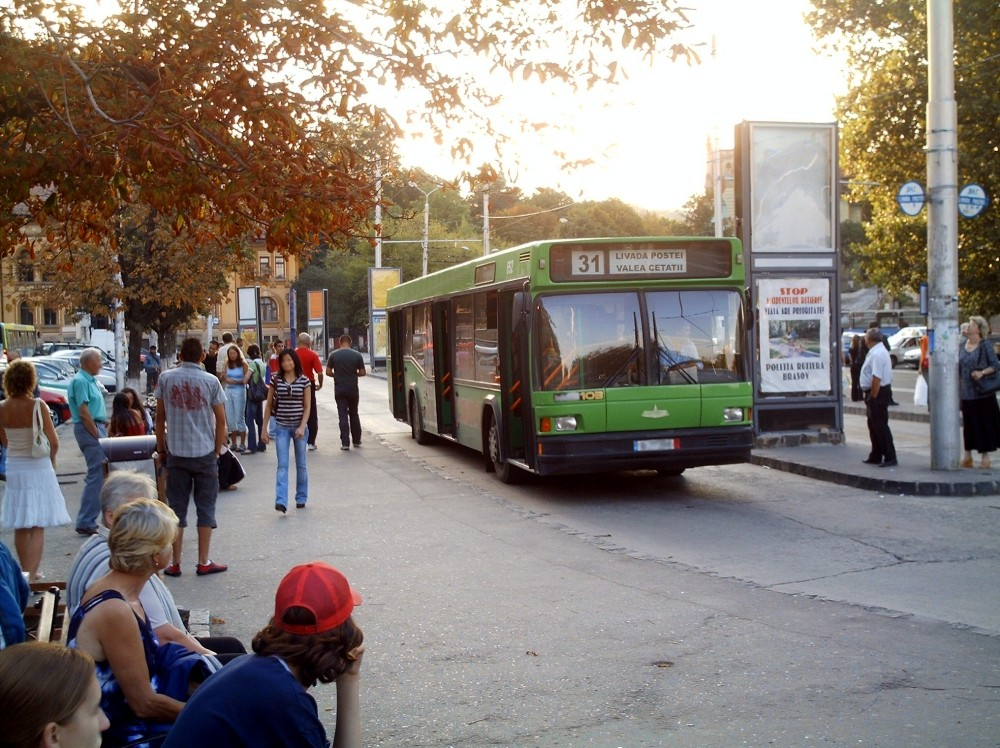
Autobuzele din Braşov

Brașovul are peste 550 de străzi nominalizate, însumând mai mult de 260 km în lungime. Construcția unor noi cartiere de case și blocuri modifică aceste cifre de la an la an. Rețeaua stradală este puternic dezvoltată, fiind asigurate iluminatul public, semaforizarea intersecțiilor importante sau realizarea de sensuri giratorii, canalizarea și salubrizarea lor. În municipiul Brașov există o rețea vastă de transport, călătorii putând opta pentru autobuz, troleibuz sau taxi.
În Brașov sunt 46 de linii de autobuz și troleibuz. De asemenea, exista, până de curând, o linie de tramvai, dată în folosință la 23 august 1987 (pe linia 101). Datorită problemelor ce le ridică acest mijloc de transport (poluare fonică, cheltuieli însemnate pentru întreținerea infrastructurii) acesta a fost înlocuit cu troleibuze (linia 8), din 18 noiembrie 2006.
 În Brașov există 7 mari companii de taxi.
 Din Brașov se pot închiria mașini prin intermediul firmelor specializate.
 În Brașov, transportul pe cablu este bine reprezentat. Există un teleferic ce leagă poalele de culmea Tâmpei și două telecabine în Poiana Brașov: Kanzel și Capra Neagră, care merg până pe masivul Postăvaru. Tot în Poiana Brașov mai funcționează o telegondolă și 6 teleskiuri. În vederea municipalității se află realizarea unei telegondole care va parcurge traseul Gara Centrală - Centrul Vechi - Pietrele lui Solomon - Poiana Brașov.

#### Transporturi externe
Municipiul Brașov are unul dintre cele mai importante noduri de cale ferată. Există 5 gări în raza sa: Centrală, Bartolomeu, Stupini, Triaj, Dârste. Iată căile feroviare care trec prin municipiu:

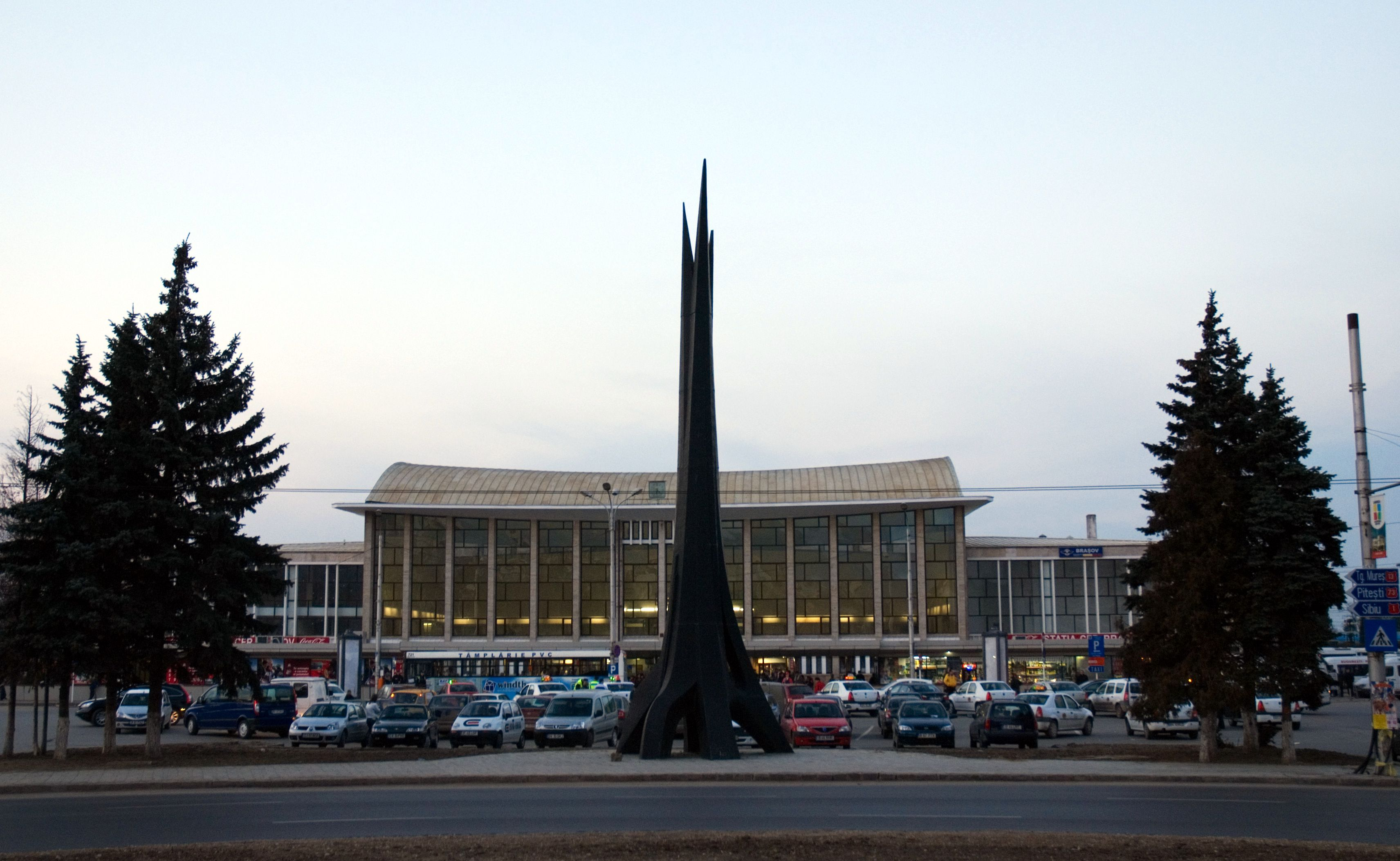
Gara Braşov

- Tronsonul Brașov - Predeal - București
- Tronsonul Brașov - Sfântu Gheorghe - Gheorgheni
- Tronsonul Brașov - Rupea - Sighișoara - Oradea
- Tronsonul Brașov - Făgăraș - Sibiu - Teiuș
- Tronsonul Brașov - Hărman - Întorsura Buzăului -linie concesionată
- Tronsonul Brașov - Zărnești - linie concesionată
- Tronsonul E54 - Arad - Deva - Teiuș - Vânători - Brașov - București (în România) apartine de Coridorul IV European feroviar.

Mersul trenurilor poate fi consultat aici Arhivat în 2 noiembrie 2018, la Wayback Machine..
 Brașovul este străbătut de Coridorul 4 European, drumul european E60 și de drumul național DN1; are trei autogări cu microbuze și autobuze care fac legătura cu aproape toată țara. Prin municipiu trec următoarele căi rutiere:
- Șosele internaționale Clasa A:

- E60 Brest - Nantes - Orléans - Auxerre - Zürich - Viena - Budapesta - Oradea - Cluj Napoca - Târgu Mureș - Brașov - București - Constanța
- E68 Szeged (Seghedin) - Nădlac - Arad - Deva - Sebeș - Sibiu - Făgăraș - Brașov

- Șosele internaționale Clasa B:

- E574 Bacău - Onești - Târgu Secuiesc - Brașov - Pitești - Craiova

- Drumuri naționale:

- DN1 Oradea - Sibiu - Făgăraș - Brașov - București
- DN1A Brașov - Săcele - pasul Bratocea - Vălenii de Munte - Ploiești
- DN10 Brașov - Hărman - pasul Buzău - Buzău
- DN11 Brașov - Hărman - pasul Oituz - Onești
- DN12 Brașov - Sfântu Gheorghe - Băile Tușnad - Miercurea-Ciuc - Toplița
- DN13 Brașov - Rupea - Sighișoara - Bălăușeri - Târgu Mureș
- DN73 Brașov - Bran - Câmpulung - Pitești

În 2004 au început lucrările la Autostrada Transilvania, pe ruta București - Brașov - Cluj - Oradea - Budapesta, care va prelua mare parte din traficul auto desfășurat în estul Uniunii Europene. În preajma municipiului, autostrada va urmări traseul Predeal - Râșnov - Cristian - Ghimbav - Codlea - Făgăraș. De asemenea, au fost terminate primele tronsoane din centura ocolitoare a municipiului, cu traseul aproximativ Dârste - Hărman - Sânpetru - Ghimbav, unde va face joncțiune cu autostrada.
 În Brașov există şi un aeroport operațional din 15 Iunie 2023.  Aeroportul Internațional Brașov-Ghimbav. 